# Malnaș
Malnaș (węg. Málnás) – wieś w Rumunii, w okręgu Covasna, w gminie Malnaș. W 2011 roku liczyła 514 mieszkańców.